# Isonychus cervicapra
Isonychus cervicapra är en skalbaggsart som beskrevs av Frey 1965. Isonychus cervicapra ingår i släktet Isonychus och familjen Melolonthidae. Inga underarter finns listade i Catalogue of Life.